# Rudi Koegler
Rudi Koegler (ur. 1931 w Amsterdamie) – holenderski malarz i pedagog. Jego prace są różnorodne, od realizmu po abstrakcje. Był profesorem malarstwa i nauczał w szkole malarskiej – Casimirlyceum w Amsterdamie. Długo współpracował z mistrzem malarstwa Jaapem Hileniusem.

## Okresy
Prace Koeglera dzielą się na cztery okresy; w pierwszym, od 1957 do 1970, malował ekspresjonistyczne pejzaże. Większość z nich była wykonana farbami olejnymi w technice a la prima. Następnie, w latach 1970–1975, skoncentrował się na wyrażeniu w swoich obrazach ludzkich emocji, dokonywał tego przy pomocy kierunku, dźwięku, rytmu i koloru. Przez kolejną dekadę głównym tematem jego prac stała się roślinność i woda, gra kolorów i światła. Od 1985 stara się w swoich obrazach uchwycić rytm muzyki.

## Wystawy
- 1959 - Zwolle, Hopmanhuis
- 1960 - Zwolle, De Nijvere Konste
- 1977 - Amstelveen, Aemstelle
- 1980 - Westzaan, Eck, Wiel
- 1981 - Hoorn, Alkmaar, Zaandam, Bergen
- 1998 - Cobramuseum, Amstelveen
- 2009 - Chassékerk, Amsterdam